# Kompleksowy Program Socjalistycznej Integracji Gospodarczej
Kompleksowy program dalszego pogłębiania i doskonalenia współpracy i rozwoju socjalistycznej integracji gospodarczej krajów członków RWPG – dokument wytyczający drogi pogłębienia integracji ekonomicznej między krajami-członkami Rady Wzajemnej Pomocy Gospodarczej przyjęty na XXV Sesji tej organizacji, która odbyła się w dniach 27-29 lipca 1971 w Bukareszcie. Dotyczył w szczególności koordynacji planowania gospodarczego oraz zasad ustalania cen w handlu zagranicznym. W dokumencie tym po raz pierwszy w historii RWPG skonkretyzowano plany tzw. integracji socjalistycznej w ramach 5-,10- i 15-letnich programów rozwojowych. Program stawiał zadania integracyjne w dziedzinach budownictwa, chemii, energetyki, handlu zagranicznego, hutnictwa, przemysłu maszynowego, nauki i techniki, planowania i prognozowania oraz rolnictwa i transportu.
- Polski tekst: Kompleksowy program dalszego pogłębiania i doskonalenia współpracy i rozwoju socjalistycznej integracji gospodarczej krajów członkowskich RWPG, Warszawa : "Książka i Wiedza", 1971.